# Grunderwerb
Grunderwerb ist der Grundstückskaufvertrag über ein Grundstück oder grundstücksgleiches Recht, der durch einen Notar zu beurkunden ist. Die Eigentumsübertragung erfolgt durch die Grundbucheintragung.

## Allgemeines
Im allgemeinen Sprachgebrauch ist der Grunderwerb der Kauf eines Grundstückes. Im öffentlichen Recht handelt es sich speziell um die mit der Straßenbaulast verbundene Verpflichtung des Straßenbaulastträgers, Privateigentum an Grundstücken zwecks Aus- oder Neubau von Verkehrswegen zu erwerben.

## Beim Aus- oder Neubau von Verkehrswegen
Als Grunderwerb wird im Straßen- und Wegerecht der Kauf von Flurgrundstücken für den Bau von Verkehrswegen bezeichnet (z. B. § 6 Abs. 1a Bundesfernstraßengesetz oder entsprechendem Landesrecht, z. B. § 10 Abs. 2 Straßengesetz Baden-Württemberg). Bei Neubau oder Ausbau eines Verkehrsweges kann es erforderlich sein, zusätzlichen Grund und Boden für den Straßenbau zu erwerben. Der Bedarf an Grunderwerb wird in der Bauplanung ermittelt (auch mit Hilfe des so genannten Grunderwerbsplans) und monetär bewertet. Anschließend erfolgen die Verhandlungen mit den Grundstückseigentümern. Diese erhalten für den Ankauf des Grundstücks eine Entschädigung. Scheitert die einvernehmliche Einigung, kann unter bestimmten Voraussetzungen ein Enteignungsverfahren beantragt werden.